# Welcome Interstate Managers
Welcome Interstate Managers ist das dritte Studio-Album der amerikanischen Band Fountains of Wayne. Nachdem die Gruppe 1999 von Atlantic Records entlassen worden war und sich vorübergehend aufgelöst hatte, fand sie 2002 wieder zusammen, nahm das Album in Eigenregie und auf eigene Kosten auf und wurde von Virgin Records unter Vertrag genommen.
Auf Welcome Interstate Managers befindet sich auch Stacy's Mom, das wohl bekannteste Lied der Gruppe.
Bemerkenswert sind die vielen verschiedenen vertretenen Musikstile. Zwischen klassische Fountains of Wayne-Stücke mischen sich ungewöhnlich ruhige Lieder und sogar eine Country-Nummer.

## Titelverzeichnis
1. Mexican Wine
2. Bright Future in Sales
3. Stacy's Mom
4. Hackensack
5. No Better Place
6. Valley Winter Song
7. All Kinds of Time
8. Little Red Light
9. Hey Julie
10. Halley's Waitress
11. Hung Up on You
12. Fire Island
13. Peace and Love
14. Bought for a Song
15. Supercollider
16. Yours and Mine
17. Elevator Up (Nur auf der japanischen Version enthalten.)

## Singles
Aus dem Album wurden die drei untenstehenden Singles ausgekoppelt. Alle B-Seiten wurden 2005 auf dem Album Out-of-State Plates wiederveröffentlicht.

### Stacy's Mom
Stacy's Mom erschien in vier unterschiedlichen Versionen. Die reguläre Single sowie die DVD-Veröffentlichung für den internationalen, Stacy's Mom Part 1 und Stacy's Mom Part 2 für den britischen Markt.

#### Internationale CD-Single
1. Stacy's Mom
2. Elevator Up
3. Trains and Boats and Planes

#### DVD-Single
1. Stacy's Mom (Video)

#### Stacy's Mom Part 1 (UK)
1. Stacy's Mom
2. Elevator Up
3. Trains and Boats and Planes
4. Stacy's Mom (Video)

#### Stacy's Mom Part 2 (UK)
1. Stacy's Mom
2. Trains and Boats and Planes

### Mexican Wine
Mexican Wine sollte ursprünglich als normale Single mit B-Seiten in den Handel kommen. Als sich jedoch MTV weigerte, das dazugehörige Video zu senden, weil darin zwei Kinder davon singen, dass sie Wein trinken, wurden diese Pläne verworfen. Mexican Wine existiert daher nur als Promo-Single mit einem Lied, das an die Radio-Stationen ging, und als DVD-Single, die zwar in den Handel kam, aber außer einem Video nichts zu bieten hat.

#### Promo-Single
1. Mexican Wine

#### DVD-Single
1. Mexican Wine (Video)

### Hey Julie
1. Hey Julie
2. Baby I've Changed
3. Killermont Street